# ヴィセンテ・ロメロ・レドンド

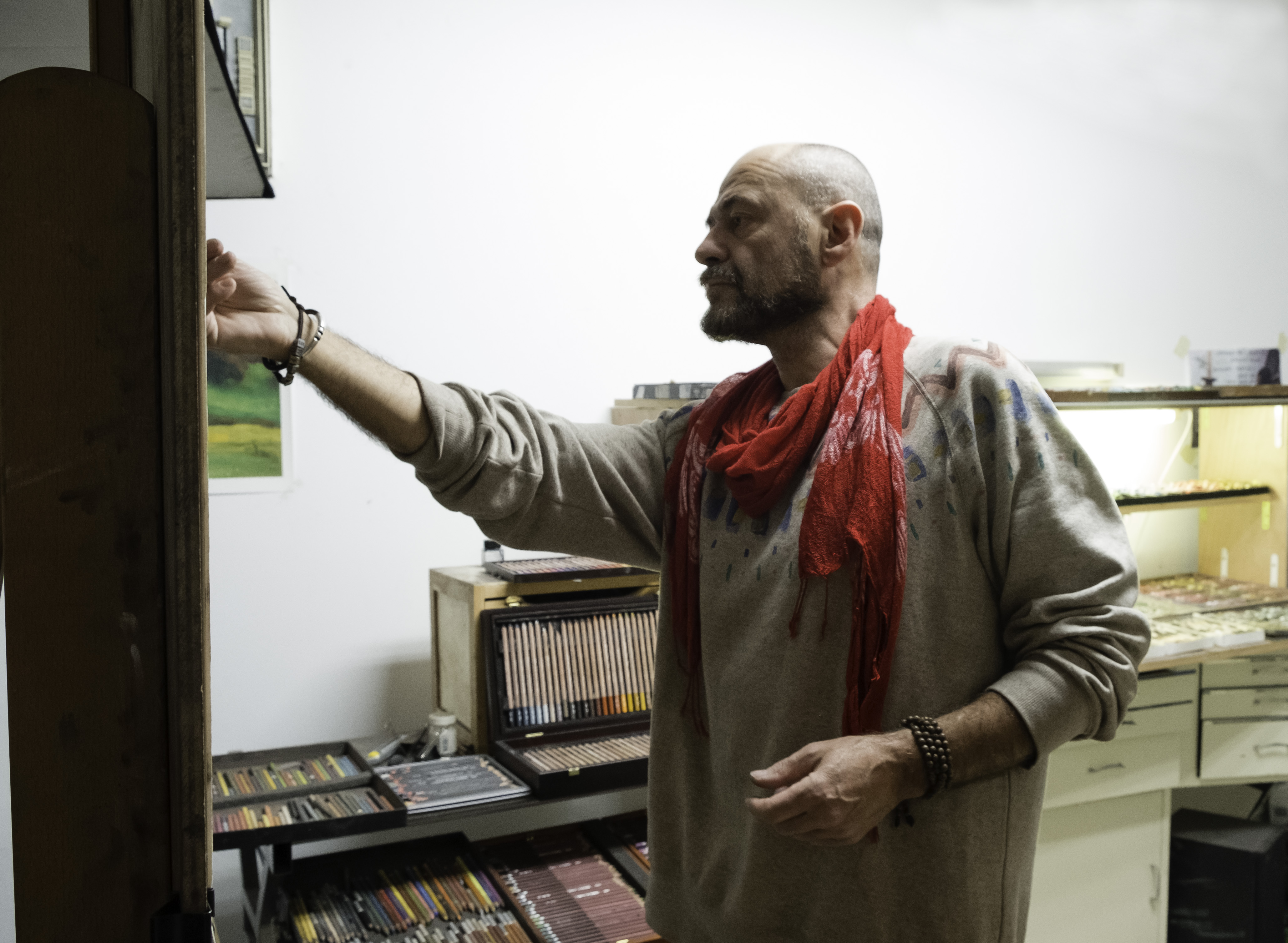
ヴィンセンテ・ロメロ・レドンド（2016年）

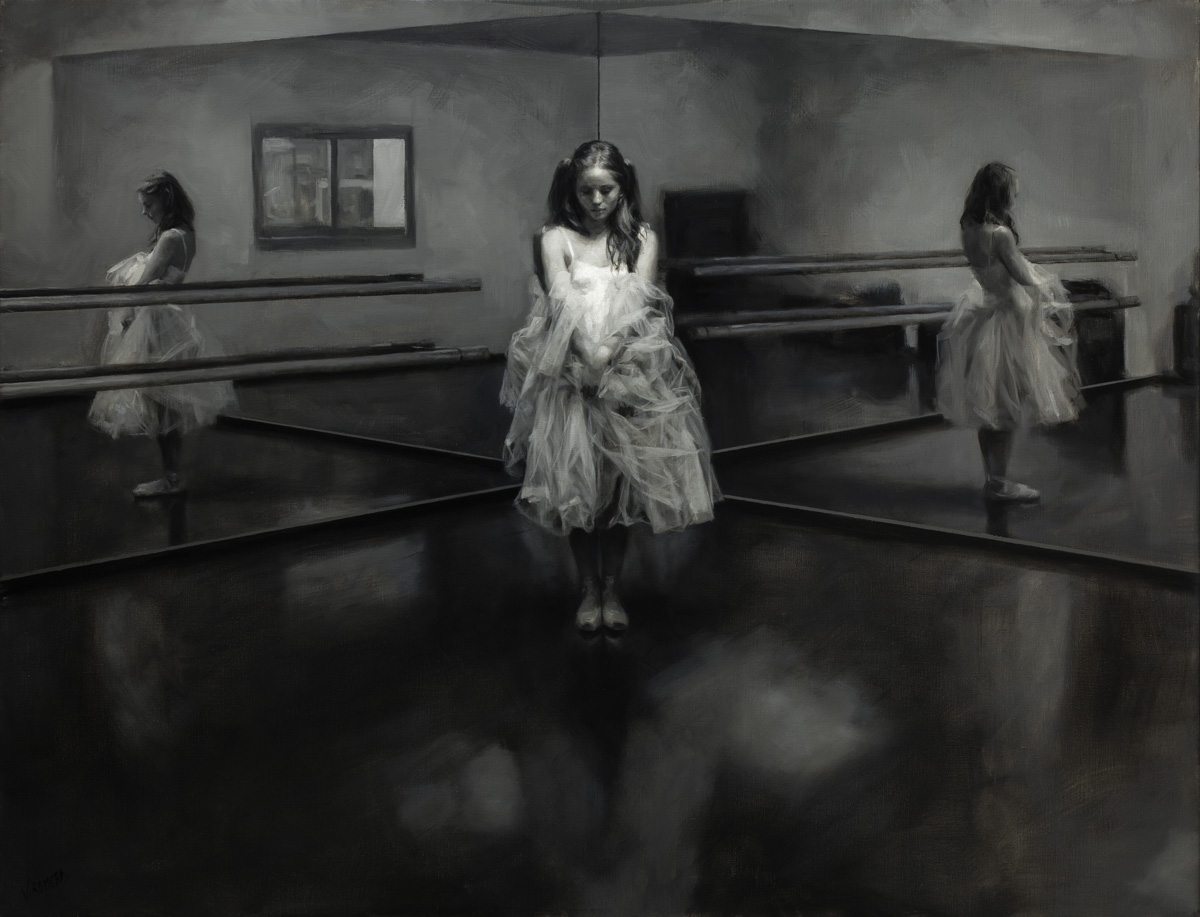
パステル画（2014年）

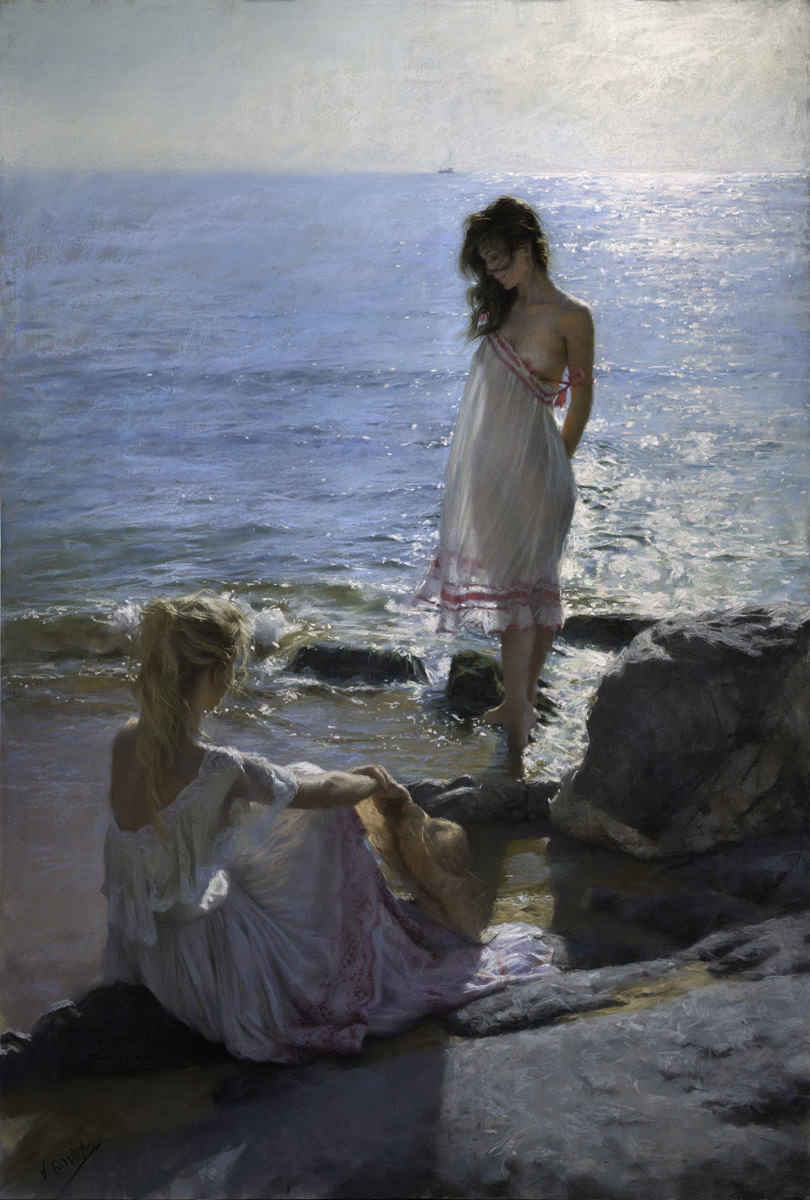
パステル画（2015年）

ヴィンセンテ・ロメロ・レドンド（スペイン語: Vicente Romero Redondo、1956年6月8日 - ）は、スペインの画家。幻想的な風景で孤独に過ごす少女を描くことで知られている。地中海の巨匠たちの芸術に見られる鮮やかな輝きを受け継ぎながら、類まれな美しさと静けさを表現していると評価されており、ヨーロッパをはじめとする世界各国で展示され、高い評価を得ている。

## 経歴
マドリードで生まれた。早くから絵に興味を持ち、学校でスケッチをしており、19歳でサン・フェルナンド美術学校に入学し、1982年に彫刻の学士を取得して卒業した。
数年間は、スペイン半島や島々の海岸沿いで路上ポートレイターとして活動しながら、独学で造形表現のスキルを高め、最終的にはパステルを最も好んで使うようになったという。ロメロ・レドンドは1987年にコスタ・ブラバのカロンジェに定住し、そこで現在の輝かしい地中海スタイルへと成熟していった。パステルアートの巨匠として知られ、最近ではフランス、トルコ、フィリピンなどの国際的なパステルアートのイベントに特別ゲストとして参加している。スペイン以外にも、イタリア、ロシア、アメリカ、中国など、多くの国で作品が展示されている。2015年には「Pratique des Arts」に作品の回顧展が掲載された。また、オーストラリアビクトリア州のパステル協会の公式会報「Vicpastel」（2014年2月）は、表紙をロメロ・レドンドの作品に充て、「美と光の優れたスペイン人画家」と紹介している。また、教育者としても活躍しており、世界の多くの都市でアートワークショップを口述している。そして、自分の作品が「驚きの幻想、親密さの失われた瞬間」を提供しようとしている、としている。

## 展示
- 2002年 Castelló 120, Madrid.
- 2003年 Pizarro, Valencia.
- 2005年 Echeberría, San Sebastián.
- 同年 Fons d’Art, Olot.
- 2006年 Benedito, Málaga.
- 2008年 Benedito, Málaga.
- 同年 Petley's, London.
- 2009年 Foz, Sitges.
- 同年 Castell de Benedormiens, Platja d’Aro (retrospective).
- 同年 Benedito, Málaga.
- 2010年 Petley's, London.
- 2011年 Pizarro, Valencia.
- 2012年 Benedito, Málaga.
- 同年 Festivales Internationales du pastel à Saint-Florent-le-Vieil. Guest of honor.
- 2012年Salon International du pastel en Périgord. Guest of honor.
- 2014年 Benedito, Málaga.
- 2015年 Ming Gallery, Suzhou, China.
- 2016年 A. C. Art Museum Hotel, Beijing, China.

## 関連リンク
- Artist´s website